# Comorese blauwe duif
De Comorese blauwe duif (Alectroenas sganzini) is een vogel uit de familie Columbidae (duiven). De vogel is genoemd naar de Franse natuuronderzoeker Victor Sganzin (†1841).

## Verspreiding en leefgebied
Deze soort is endemisch op de Comoren, een eilandengroep ten noordwesten van Madagaskar en telt twee ondersoorten:
- A. s. minor: Aldabra.
- A. s. sganzini: de Comoren.